# Portneuf (condado)
A Regionalidade Municipal do Condado de Portneuf está situada na região de Capitale-Nationale na província canadense de Quebec. Com uma área de quase quatro mil quilómetros quadrados, tem uma população de cerca de quarenta e seis mil pessoas sendo comandada pela cidade de Cap-Santé. Ela é composta por 21 municipalidades: 9 cidades, 7 municípios, 2 freguesias e 3 território não organizado.

## Municipalidades

### Cidades
- Cap-Santé
- Donnacona
- Lac-Sergent
- Neuville
- Pont-Rouge
- Portneuf
- Saint-Basile
- Saint-Marc-des-Carrières
- Saint-Raymond

### Municípios
- Deschambault-Grondines
- Rivière-à-Pierre
- Saint-Alban
- Saint-Casimir
- Sainte-Christine-d'Auvergne
- Saint-Léonard-de-Portneuf
- Saint-Ubalde

### Freguesias
- Saint-Gilbert
- Saint-Thuribe

### Território não organizado
- Lac-Blanc
- Lac-Lapeyrère
- Linton